# Aquilegia triternata
Aquilegia triternata är en ranunkelväxtart som beskrevs av Edwin Blake Payson. Aquilegia triternata ingår i släktet aklejor, och familjen ranunkelväxter. Inga underarter finns listade i Catalogue of Life.